# Estêvão de Jesus Maria
Estêvão de Jesus Maria, ou Estevam de Jesus Maria (Mafra, 26 de Dezembro de 1786 – Angra do Heroísmo, 28 de Julho de 1871), da Ordem dos Frades Menores Reformados, foi o 27.º bispo de Angra, governando formalmente a diocese no período de 1827 a 1870, embora, com as convulsões provocadas pela guerra civil e pela sua adesão ao miguelismo, apenas tenha assumido o governo efectivo da diocese em 1840, e ainda assim permanecendo 19 anos, até 1859, em virtual exílio na ilha de São Miguel, aparentemente sem se atrever a entrar na sua cidade episcopal de Angra, por demais conotada com o liberalismo.

## Biografia
Foi baptizado na Freguesia de Santo André de Mafra, ingressando em 1801, com apenas 15 anos, como noviço na ordem franciscana dos Frades Menores Reformados da Província da Arrábida, na qual professou um ano depois.
Ganhando fama como intelectual erudito e bom músico, passou a ensinar Hermenêutica no seu convento, encargo que manteve durante 9 anos. Após o regresso da corte a Lisboa, e tendo a sua fama chegado à corte, foi convidado para confessor de D. João VI e professor da infanta D. Isabel Maria de Bragança, ganhando tal influência e distinção que recebeu a comenda da Ordem de Nossa Senhora da Conceição de Vila Viçosa e, por decreto de D. Bernardo António de Figueiredo, bispo do Algarve e então Ministério dos Negócios Eclesiásticos e de Justiça, foi a 26 de Junho de 1825 proposto 14.º bispo de Meliapor, hoje Mylapore, não tendo entrado na diocese. Foi posteriormente proposto bispo de Angra, dignidade em que foi confirmado por bula do Papa Leão XII, datada de 26 de Janeiro de 1828, tendo tomado posse da diocese, por procuração, a 30 de Abril de 1828.
Em Angra, no acto da sua posse, o Cabido presidido pelo deão Dr. João José da Cunha Ferraz, não dispensou três dias de luminárias em sinal de regozijo pela nomeação do novo bispo. O cónego José Augusto Pereira, afirma que a bula da confirmação trazia a obrigação de instituir na diocese um Seminário, conforme as prescrições do Concílio Tridentino e um Monte-Pio, objectivos que desde há muito os bispos de Angra prosseguiam sem êxito.
D. Frei Estêvão de Jesus Maria ainda estava em Lisboa, ao que parece preparando-se para partir para os Açores, quando eclodiu em Angra a revolta liberal de 22 de Junho de 1828, em resultado da qual, com o apoio do Batalhão de Caçadores n.º 5, então aquartelado no Castelo de São João Baptista do Monte Brasil, implanta definitivamente o regime liberal na Terceira. Não o sabemos se por convicção se por ser a isso forçado, o novel bispo de Angra emite a 7 de Março de 1829 uma pastoral de cariz marcadamente pró-miguelista, que reforçou a 8 de Julho com um apelo à rebelião contra o regime liberal em que exaltava o governo absolutista. Esta atitude marcou o bispo como aderente ao partido miguelista, colocando-o em oposição às forças dominantes em Angra, situação que marcaria por muitas décadas o seu episcopado.
Tendo Angra e Lisboa seguido caminhos diferentes, assumindo-se ambas as cidades como capital de cada um dos partidos em que Portugal se dividiu durante as guerras liberais, o bispo permaneceu naturalmente em Lisboa, sendo considerada persona non grata na sua diocese. Considerado inimigo dos direitos inauferíveis da rainha D. Maria II de Portugal, mantendo-se refugiado em Lisboa e sofrendo na diocese os maiores insultos.
Quando D. Pedro de Bragança se instalou nos Açores, uma das principais reivindicações dos liberais açorianos era a nomeação de um bispo liberal, que aceitasse as novas regras democráticas entretanto instituídas. NA impossibilidade de nomear um bispo, face ao não reconhecimento do novo regime pela Santa Sé e à certeza de que seria negada a bula de confirmação, D. Pedro, por carta régia de 30 de Maio de 1832, nomeou governador temporal e visitador geral do Bispado, por ausência e rebeldia do bispo, o bacharel Bernardo do Canto Machado de Faria e Maia, prior da Matriz de São Sebastião de Ponta Delgada. Este prior pertencia a uma das mais importantes famílias terratenentes da ilha de São Miguel, sendo a sua nomeação um prémio ao apoio familiar concedido à causa liberal. A nomeação foi deveras controversa, não colhendo a aceitação do Cabido nem da generalidade do clero da Terceira e das restantes ilhas.
Quando os liberais entraram em Lisboa, em 1834, o bispo foi naturalmente preso às ordens do governo constitucional, ficando detido durante sete meses no Convento de São Vicente de Paula, em Rilhafoles. Culminavam assim 8 anos de ausência da diocese, durante os quais as mudanças tinham sido imensas, com a Igreja Católica a perder boa parte da sua influência política e património, com as ordens religiosas extintas e boa parte das obrigações e capelas de mão morta’ a serem libertadas desse ónus, com manifesto prejuízo da diocese. Até os Sermões da Tábua, que se faziam nas festividades de rito inferior e que em grande número se celebravam na Sé, foram extintos em 1835.

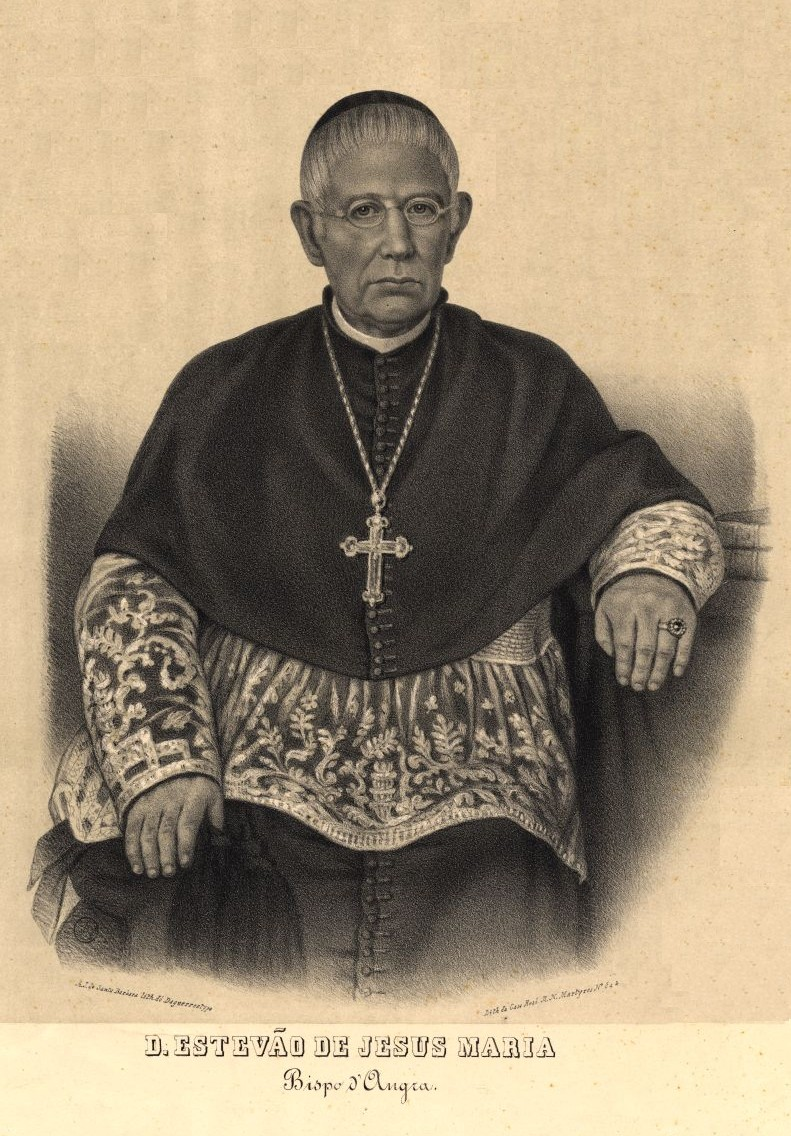
Retrato de D. frei Estêvão de Jesus Maria, gravado por António Joaquim de Santa Bárbara.

Entretanto, em Lisboa, o bispo mudara de posição, jurara a Constituição Política da Nação e tinha ido progressivamente conquistando a boa vontade, ou pelo menos a tolerância, do novo poder. O fim da hostilidade selou-se quando frei Estêvão de Jesus Maria assentiu, apesar de mais antigo, na nomeação de D. frei Francisco de São Luís, que viria a ser o célebre cardeal Saraiva, para vigário capitular do Patriarcado e pouco depois para arcebispo de Lisboa. O assentimento do bispo agradou de tal maneira ao Governo que o seu passado foi esquecido e foi promovida a sua reintegração na Diocese de Angra.
Finalmente, em finais 1839 decidiu-se finalmente partir para a sua diocese, não sem antes de publicar em Lisboa, em folha avulsa e de grande formato, uma notável e conciliadora pastoral, datada de 19 de Outubro de 1839. Nos Açores, em vez de se dirigir à sua Sé Catedral, em Angra, preferiu quedar-se por Ponta Delgada, onde fez entrada solene e se hospedou na casa da influente família Cymbron, na rua de Santa Bárbara.
Não obstante a grande oposição que se lhe moveu na Terceira, e mesmo em Lisboa, onde o assunto foi tema de diversas intervenções parlamentares, permaneceu em São Miguel cerca de 19 anos. Embora os seus defensores afirmem que a continuada presença em São Miguel se deveria à maior facilidade de receber a respectiva côngrua, paga pela rica alfândega da cidade de Ponta Delgada enquanto ali residisse, a principal razão seria a relutância em enfrentar uma cidade e um Cabido que lhe eram tão hostis e que lhe haviam vituperado os maiores insultos durante a Guerra Civil.
Apenas a 21 de Setembro de 1859, depois do deputado José Silvestre Ribeiro, com apoio do faialense António José de Ávila, futuro duque de Ávila e Bolama, ter no parlamento criticado duramente a situação episcopal nos Açores, e depois passadas quase duas décadas de auto-exílio em São Miguel, o bispo chegou a Angra. Dirigiu nessa ocasião na Catedral uma saudação congratulatória, ocupando, enfim, a sua Cátedra.
Homem conservador e oposto a muitas das novidades que o novo regime ia paulatinamente introduzindo, notabilizou-se por uma exposição de protesto dirigida ao Governo, contra a forma como o decreto de 17 de Maio de 1832, ainda do tempo de Mouzinho da Silveira, estava a ser executado nos Açores pela Comissão da Reforma Eclesiástica nos Açores entretanto formada. Foi atendido em boa parte, o que demonstra a condescendência que entretanto granjeara da parte do poder liberal.
A principal acção do prelado foi a criação do Seminário Episcopal de Angra, inaugurado a 9 de Novembro de 1862 no Convento de São Francisco de Angra, depois de feitas as necessárias remodelações.
Outro facto que o notabilizou foi a realização da controversa Missão de 1866, com influência dos banidos Jesuítas, que decorreu nos Açores sob a liderança do célebre padre Carlos João Rademaker, S.J. (1828-1885) e incluindo outros sacerdotes notáveis, nomeadamente os padres João Rebelo Cardoso de Meneses, Luís Prosperi e frei José do Bom Sucesso Guerreiro.
Embora a idade não lhe permitisse tomar parte no Primeiro Concílio do Vaticano, ainda assim defendeu a Infalibilidade Pontifícia na definição ex cathedra de tudo o que pertence à fé e aos costumes.
Em 1870, aos 83 anos, doente, solicitou a nomeação como coadjutor do seu particular amigo e braço direito, o vigário geral Dr. Ferreira de Sousa, que lhe foi negado. Perante a recusa, nomeou, a 31 de Maio de 1870, o referido vigário geral como governador do bispado e retirou-se para a Quinta da Misericórdia, no lugar do Pico da Urze, arredores de Angra. Faleceu naquela quinta a 28 de Julho seguinte.
Face a lei que proibia os tradicionais enterramentos na Sé, foi o primeiro bispo a ser sepultado no cemitério de Nossa Senhora do Livramento, onde lhe foi erigido, por subscrição pública, um mausoléu para onde transitaram os seus restos mortais. Conta-se que ao passar o enterro no Alto das Covas uma pomba branca pousara sobre o ataúde.